# Gabinete Ferry II
O Gabinete Ferry II foi o ministério formado por Jules Ferry em 21 de fevereiro de 1883 e dissolvido em 30 de março de 1885. Foi o 20º gabinete da Terceira República Francesa, sendo antecedido pelo Gabinete Fallières e sucedido pelo Gabinete Brisson I.

## Contexto
Jules Ferry formou um gabinete centrado na "União Republicana" e na "Esquerda Republicana". Na tradição de Léon Gambetta, ele reuniu os republicanos moderados (ou oportunistas) que se opunham aos radicais. Assim, o governo é estabelecido com um líder que exercia autoridade real. Ferry, que teve que remodelar seu governo diversas vezes, não submeteu essas mudanças à aprovação da Assembleia Nacional Francesa, e, apesar da crise econômica de 1882, muitas reformas foram empreendidas.
Contudo, no final de seu mandato, Ferry foi violentamente atacado pelos radicais em um clima tempestuoso. Em 30 de março de 1885, após a morte de vários franceses em uma intervenção armada francesa na China, Jules Ferry teve que apresentar a renúncia do governo ao Presidente da República, Jules Grévy. Uma vez que Charles de Freycinet foi incapaz de formar um novo governo, o cargo foi passado para Henri Brisson, em abril daquele ano.

## Composição
- Presidente da República: Jules Grévy
- Presidente do Conselho de Ministros: Jules Ferry
- Ministro dos Estrangeiros: Paul Challemel-Lacour (1883); Jules Ferry (1883-1885)
- Ministro da Justiça: Félix Martin-Feuillée (o Ministério irá incorporar a pasta dos Cultos a partir de fevereiro de 1883)
- Ministro do Interior e Cultos: Pierre Waldeck-Rousseau (o Ministério perderá a pasta dos Cultos a partir de fevereiro de 1883)
- Ministro da Guerra: Jean Thibaudin (1883); Jean-Baptiste Campenon (1883-1885); Jules Lewal (1885)
- Ministro das Finanças: Pierre Tirard
- Ministro da Marinha e das Colônias: Charles Brun (1883); Alexandre Peyron (1883-1885)
- Ministro da Instrução Pública e Belas Artes: Jules Ferry (1883); Armand Fallières (1883-1885)
- Ministro das Obras Públicas: David Raynal
- Ministro da Agricultura: Jules Méline
- Ministro do Comércio: Anne-Charles Hérisson (1883-1884); Maurice Rouvier (1884-1885)
- Ministro dos Correios e Telégrafos: Adolphe Cochery

## Realizações
- Reforma do Poder Judiciário;
- Relançamento do "Plano Freycinet", com foco na rede ferroviária;[4]
- Aprovação da "Lei Waldeck-Rousseau"[5], autorizando os sindicatos;
- Aprovação da "Lei Naquet"[6], estabelecendo o divórcio;
- Adoção de medidas protecionistas em favor da agricultura;
- Realização da "Expedição Tonquim", na China;[7]
- Revisão da Constituição Francesa de 1875 numa direção mais democrática, com o fim da vitaliciedade dos senadores e ampliação do seu colégio eleitoral;
- Alteração das eleições para deputados, estabelecendo um sistema de lista.